# Tong Tong Fair

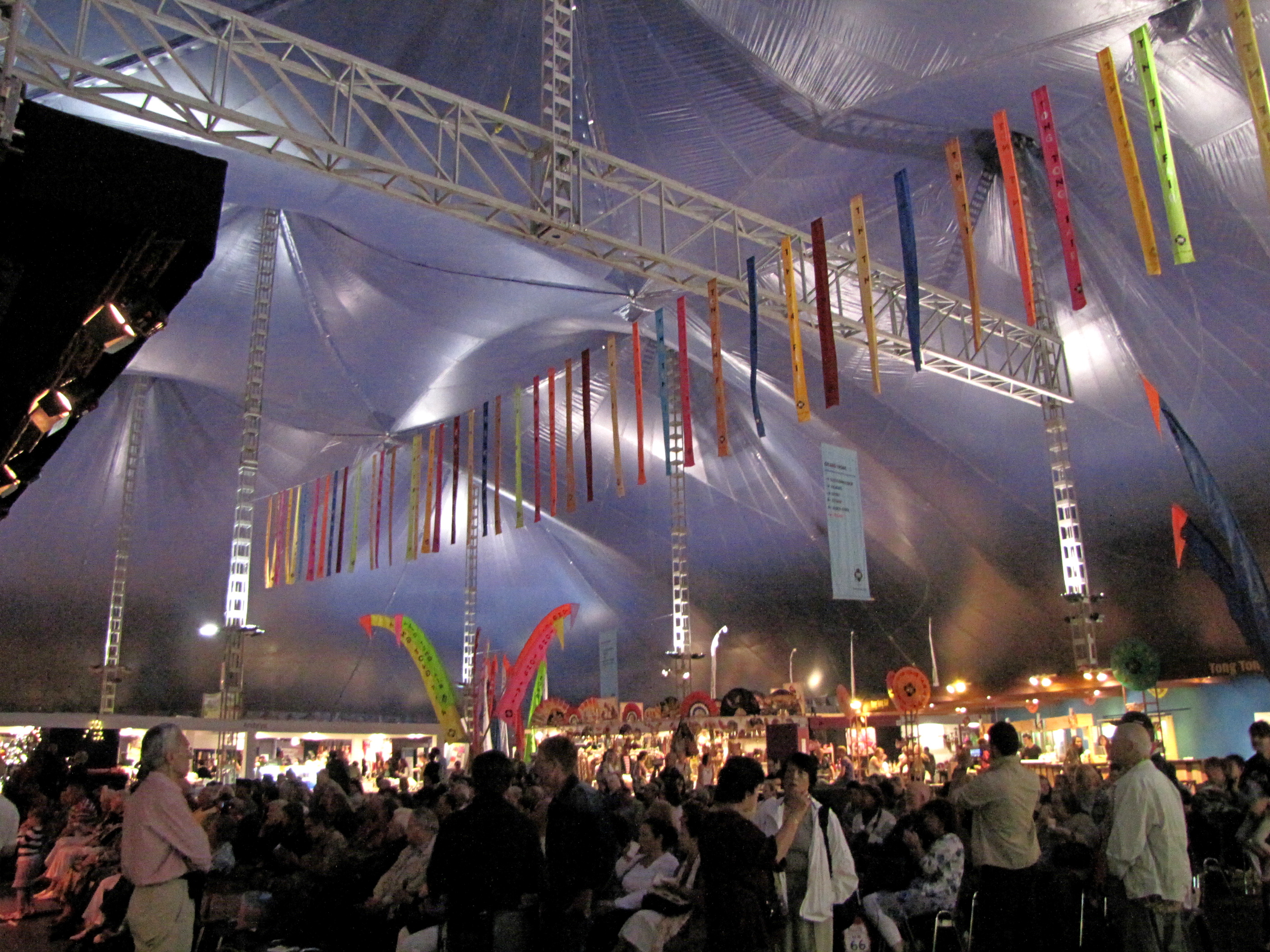
Grand Pasar während des 53. Tong Tong Fair im Jahr 2011

Das Tong Tong Fair ist ein jährlich stattfindendes Festival, bei dem es hauptsächlich um die „indische“ Kultur geht. Damit ist in den Niederlanden die Kultur der ehemaligen Kolonie Niederländisch-Indien und des heutigen Indonesien gemeint, egal, ob es um Menschen europäischer oder indonesischer Abstammung geht. Der Ort des Festivals ist das Malieveld, das zentral in Den Haag liegt.
Zum Festival gehören Präsentationen und Vorträge, Tanzveranstaltungen und Workshops. Es beinhaltet einen großen Markt für Waren der Region (Waroeng Koppi) sowie zahlreiche gastronomische Angebote. Die Veranstaltung sieht sich als Podium voor de indische cultuur und als Mittler zwischen Ost und West. Wiederkehrende Themen sind der Kolonialismus und die Verarbeitung der persönlichen und kollektiven Migrationsgeschichte.

## Geschichte

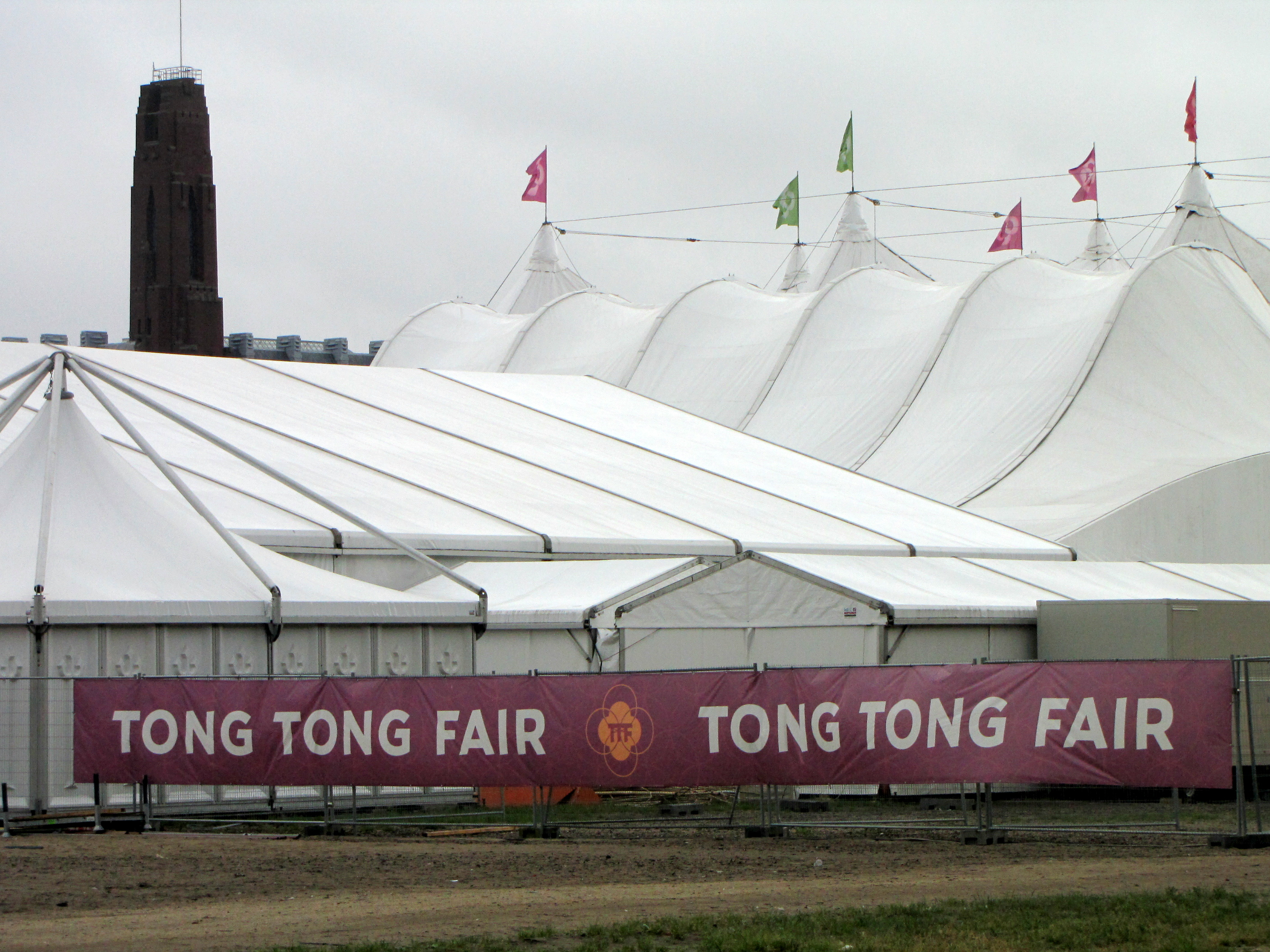
Zelte auf dem Malieveld

Das Tong Tong Fair wurde 1959 von Tjalie Robinson (Pseudonym für Jan Boon) im Maurenpalast des ehemaligen Haager Zoos (wo sich heute das Provinciehuis befindet), dann in den Houtrusthallen und schließlich auf dem Malieveld in Den Haag mitbegründet. Hier findet die Veranstaltung in Pavillons statt, d. h. in sehr großen Zelten, die u. a. einen Kulturpavillon, Theater, einen Indonesien-Pavillon und einen Gastronomiebereich bilden. Die Pavillons sind durch Stege miteinander verbunden.
Ein Benefizkonzert zugunsten der über 6.000 Opfer des Erdbebens auf Java während des 48. Pasar Malam Besar vom 25. Mai bis 5. Juni 2006 erbrachte ein Gesamterlös von 30.000 € für das Rote Kreuz, das die Gemeinde Den Haag verdoppelte. Dieses Pasar Malam Besar zog eine Rekordzahl von 128.000 Menschen an.
Königin Beatrix eröffnete am 21. Mai 2008 die 50. letztmalig als Pasar Malam Besar (indonesisch für „großer Nachtmarkt“) firmierende Veranstaltung, die 2009 in ihren ursprünglichen Namen Tong Tong Fair zurückbenannt.

## Programm

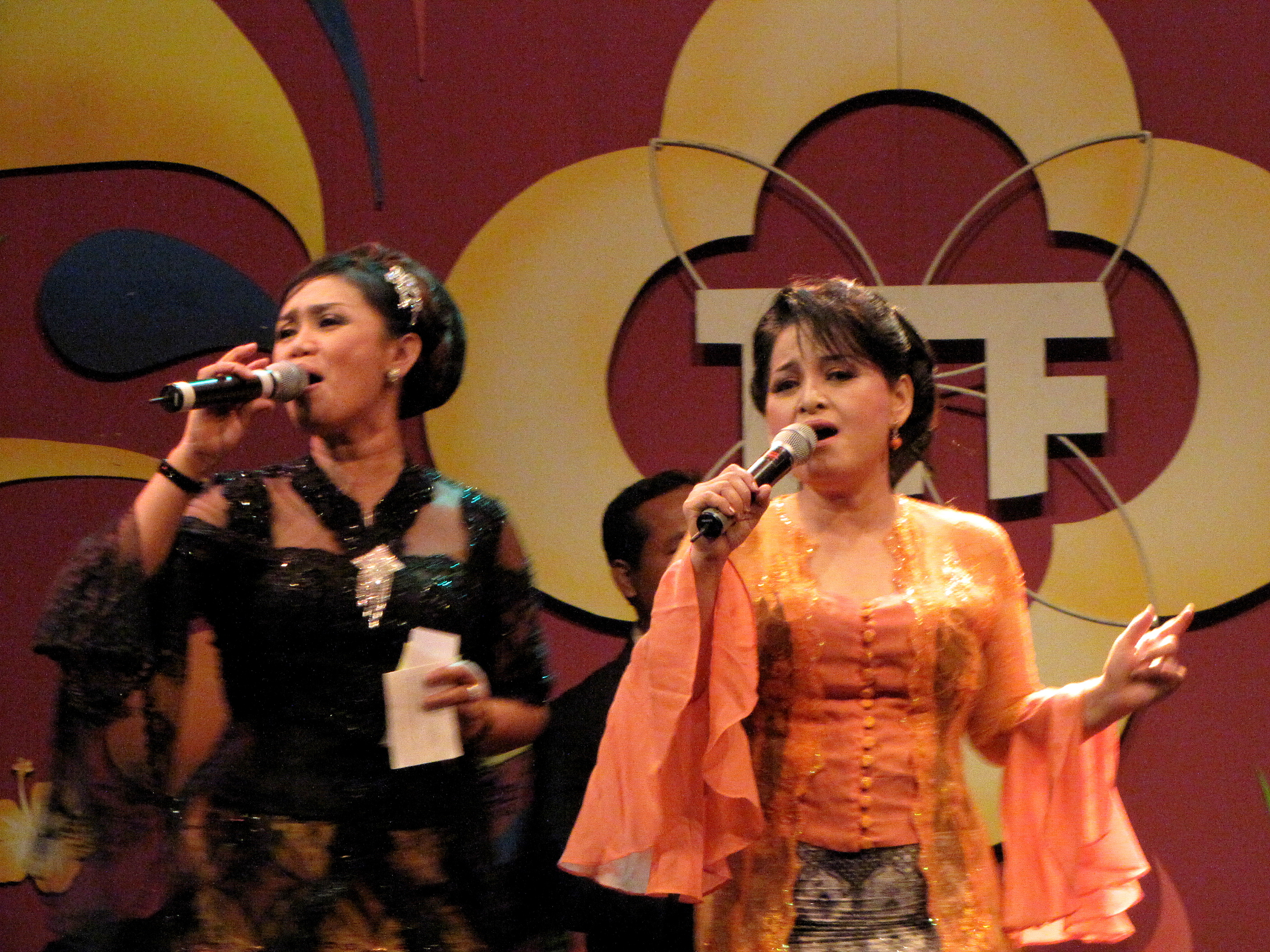
Keroncong-Gruppe Za'Unine aus Yogyakarta

Zum Programm gehören Aufführungen im Bintang- und Bibit-Theater, auf der Tong-Tong-Bühne, Präsentationen im Kochtheater sowie Workshops, Kurse, Vorträge und Präsentationen im Bengkel. Bei der 61. Ausgabe im Jahr 2018 gab es Tanz- und Musikaufführungen auf der Tong Tong-Bühne, Vorträge, Interviews und kleine Aufführungen im Studio Tong Tong. Auch Tanz- und Pentjak-Workshops konnten besucht werden.
Das Tong Tong Fair widmet sich auch dem Kochen, Tanzen und der Musik anderer Kulturen aus der größeren Weltregion, zu der Indonesien gehört. Beispiele sind Hawaii, Malaysia, Singapur und Thailand.

## Belege
1. ↑  Lieske van der Waals: Tong Tong Fair 2019: ontdek de Oost-Aziatische keuken. In: dehippevegetarier.nl. 24. Mai 2019, abgerufen am 17. Februar 2024 (niederländisch).